# 鲁比日内市镇
鲁比日内市级市镇（烏克蘭語：Рубіжанська міська громада）是乌克兰卢汉斯克州北顿涅茨克区的市镇，行政中心为魯比日內。市镇面积为406.2平方公里，2020年人口数量为60,514人。

## 居民点
该市镇包括一个城市（魯比日內）和13个村庄。
- 村庄列表：布爾哈基夫卡、瓦爾瓦里夫卡、霍盧比夫卡、扎蒂什內、克利米夫卡、克魯滕凱、庫德里亞希夫卡、米哈伊利夫卡、皮夫內韋、普里斯蒂內、普羅赫雷斯、斯卡爾希夫卡、舍夫琴科